# 24 Aquilae
Désignations
24 Aquilae (en abrégé 24 Aql) est une étoile de la constellation de l'Aigle, située à ∼ 434 a.l. (∼ 133 pc) de la Terre.